# Lüszandrosz
Lüszandrosz (? – i. e. 395, görögül:Λύσανδρος) a spártai flotta parancsnoka volt az athéniak ellen aigoszpotamoi csatában i. e. 405-ben, amely eldöntötte a peloponnészoszi háború végkimenetelét, miután Lüszandrosz a következő évben Athént is bevette.

## Lüszandrosz felépíti önmagát
Lüszandrosz a Hérakleidák nemzetségéből származott, de nem volt tagja egyik spártai királyi családnak sem. Életének korai szakaszát és pályafutását nem ismerjük. Lüszandrosz i. e. 407-ben lett a spártai flotta parancsnoka (naumarkhosz), aminek bázisa Epheszoszban volt, amikor Alkibiadész újra csatlakozott az athéni oldalhoz. Miután nem származott gazdag családból, nem tudjuk, miért bízták rá a parancsnokságot, de az első évben, i. e. 406-ban tengeri csatát nyert Notionnál és elnyerte a spártai ügy támogatását az ifjabb Kürosz, perzsa satrapa, II. Dareiosz fia részéről.
Az Athénnak alávetett városok közül is támogatókat szerzett "dekarkhiát" ("tízes uralom", oligarchia) ígérve nekik, és előmozdítotva néhány potenciális szövetséges érdekeit.

## Dicsősége
A spártai törvény tiltotta, hogy egy második periódust is szolgáljon, ezért névlegesen másodparancsnok volt, de de facto parancsnok az aigoszpotamoi csatában, amiben szétverték az athéni flottát i. e. 405-ben. Ez gyakorlatilag éhínségbe döntötte Athént, mivel nem tudta biztosítani a gabonaimportját a Hellészpontoszon keresztül, és a következő évben megadta magát.
Lüszandrosz a csata után csatlakozott Attikában a spártai királyokhoz, Ágiszhoz és Pauszaniaszhoz. Amikor az ostrom után Athén megadta magát, Lüszandrosz i. e. 404-ben felállította a harmincak kormányát, amit az utókor harminc zsarnok uralmaként ismer. A volt athéni szövetségeseknél felállított dekarkhiákat spártai parancsnokok által vezetett helyőrségekkel erősítette meg.

## Bukása és halála
Lüszandrosz Görögország szerte népszerűtlenné vált barátai érdekeinek előtérbe helyezésével, és bosszúállásaival azokkal szemben, akiket nem kedvelt. i. e. 403-ban kiküldték a "Harmincak" támogatására Athénba Thraszübulosz demokratikus felkelése ellen. Valószínűleg sikerrel is járt volna, ha a spártai királyok nem hajtanak végre gyökeres fordulatot politikájukban és nem kezdik támogatni a demokrácia növelését. Lüszandrosz oligarcháinak dekarchiáit valószínűleg eltörölték, és Lüszandrosz befolyása és politikai hatalma jelentősen csökkent, ami feltételezhetően a spártai királyok tényleges szándéka volt.
Ágisz király halálakor Lüszandrosz régi fiúszeretőjének (Aitész), Ágisz testvérének, Agészilaosznak az utódlásáért tevékenykedett i. e. 399-ben, de miután egy közös expedíciót vezettek a Perzsa Birodalom ellen, az új király mellőzte őt. Anatóliában még úgy emlékeztek rá, mint egy erős figurára, akinek Agészilaosz nyilván a zsebében van. Ez irritálta valamelyest Agészilaoszt, különösen hogy Lüszandrosz maga is úgy vélte, Agészilaosz tartozik neki azért, hogy a trónt elfoglalhatta. Agészilaosz kezdte elutasítani a Lüszandrosz ajánlásával hozzáforduló anatóliai görögöket. Emiatt és más súrlódások miatt i. e. 396-ban visszatért Spártába, ahol talán elkezdett áskálódni a királyi családok tradicionális hatalma ellen, talán nem.
A korinthoszi háború (i. e. 395 – i. e. 387) Lüszandrosz egy szövetséges hadsereget vezetett Phókiszból Boiótiába, ahol megölték, amikor csapatait a thébaiak meglepték a haliartoszi csatában.

## Külső hivatkozások
- Ancient/classical history (Lysander) Archiválva 2006. február 14-i dátummal a Wayback Machine-ben – About.com
- Lysander by Plutarch – The Internet Classics Archive on MIT